# Stade de la Frontière (Saint-Louis)
Pour les articles homonymes, voir Stade de la Frontière.
 (septembre 2024).
Si vous disposez d'ouvrages ou d'articles de référence ou si vous connaissez des sites web de qualité traitant du thème abordé ici, merci de compléter l'article en donnant les références utiles à sa vérifiabilité et en les liant à la section « Notes et références ».
Le stade de la Frontière est un des trois stades de la ville de Saint-Louis (Haut-Rhin).

## Histoire
Après une restauration menée en 2007-2008, il a été ré-inauguré le 20 septembre de cette dernière année.
Le 22 novembre de cette même année, un match opposa le FC Saint-Louis Neuweg à l'équipe réunionnaise de la SS Jeanne d'Arc ; il fut retransmis à la télévision sur France Ô (une première pour le stade). Ce fut l'occasion d'inaugurer une salle de presse.
Démolition puis reconstruction du stade de la Frontière : tribunes, vestiaires, piste d'athlétisme, terrain de football. Le projet doit améliorer l'accueil des sportifs et du public et restituer la conformité des équipements au niveau de l'homologation demandée par les fédérations de sports. 
Son implantation à la place de l'ancien bâtiment permet de garder une aire ouverte depuis l'entrée du stade. 
Le stade est destiné à la pratique de l'athlétisme, du football et du tennis. Il est utilisé pour l'entraînement, les compétitions et la pratique d'activités sportives dans le cadre scolaire. Il sert majoritairement au club de foot de Saint-Louis ainsi qu'au club d'athlétisme.

## Description
L'entrée du stade se fait par des cheminements de type passerelles en bois qui permettent aux spectateurs d'accéder au niveau haut : une tribune de 400 places (animateurs et espaces pour personnes à mobilité réduite compris), salle de réunion et buvette, offices et réserves des associations sportives, sanitaires, patios et rampes d'accès. 
Le niveau bas est réservé exclusivement aux acteurs du sport : un hall d'entrée, vestiaires pour les sportifs, vestiaires pour les arbitres, infirmerie, une chambre d'appel, secrétariat, sanitaires, locaux techniques, local de stockage du matériel d'athlétisme et de football.
Le niveau haut s'organise autour d'un patio. Par temps de pluie, une partie du patio est couvert par une toiture terrasse. 
Le bandeau vitré entre la tribune et le patio est une interface essentielle entre l'espace de jeux et le hors jeux. Celui-ci permet de garder une vision ouverte des espaces extérieurs et de couper techniquement les vents d'ouest.